# Plagioclase

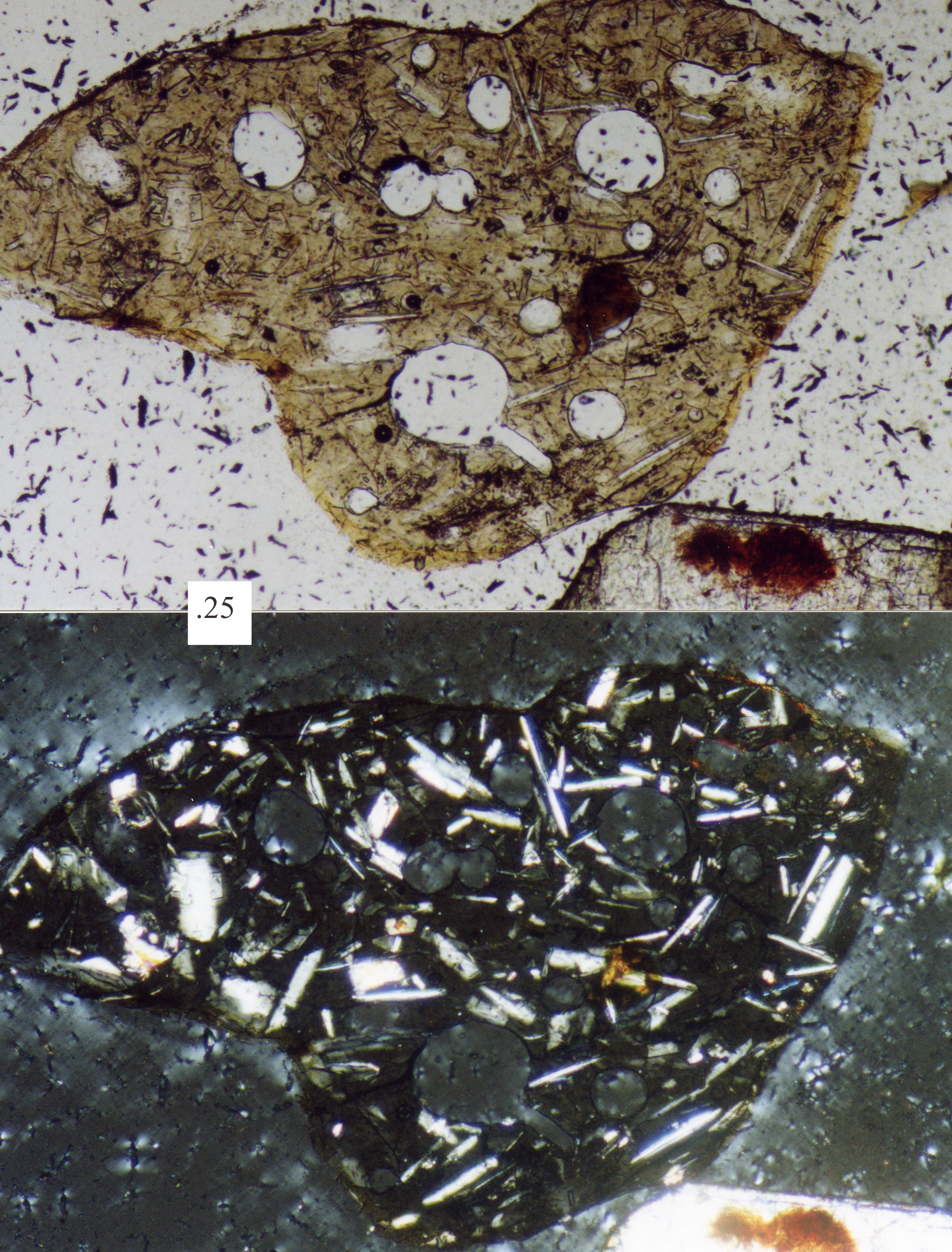
Grains fins de plagioclase dans une roche volcanique.

Le plagioclase est un minéral de la famille des feldspaths (des tectosilicates), à clivages obliques. Sa composition chimique varie, d'un cristal à l'autre et souvent au sein d'un même cristal (zonage), entre deux compositions extrêmes (pôles purs), celles de l'albite (NaAlSi3O8) et de l'anorthite (CaAl2Si2O8) : les plagioclases, également appelés feldspaths calcosodiques (ou sodi-calciques), constituent une solution solide, la série albite-anorthite.
Les plagioclases sont les principaux minéraux de nombreuses roches magmatiques, tant basiques (basalte et roches apparentées) qu'acides (granite et granitoïdes). Ils constituent un outil de diagnostic important en pétrologie pour identifier le nom, l'origine et le degré d'évolution des roches magmatiques. Les plagioclases sont aussi des constituants majeurs des roches lunaires, de certaines roches martiennes et de plusieurs classes de météorites silicatées différenciées.

## Étymologie
Le mot plagioclase a été forgé en 1826 par le minéralogiste allemand Johann Friedrich Christian Hessel (en) (1796-1872) à partir du grec πλάγιος / plágios (« oblique ») et κλάσις / klásis (« cassure ») et signifie donc « à fracture oblique », en référence à ses deux clivages.

## Série des plagioclases

Dans le diagramme des feldspaths (triangle Ab-An-Or), les plagioclases se caractérisent par leur faible teneur en potassium.

La composition d'un plagioclase est généralement indiquée par sa fraction molaire d'anorthite (% An) ou d'albite (% Ab = 100 − % An). On la détermine facilement en mesurant l'indice de réfraction d'un cristal (avec un réfractomètre) ou son angle d'extinction en lame mince (avec un microscope polarisant). Ces deux paramètres, comme les autres propriétés du plagioclase, varient en effet continûment et de manière monotone en fonction de % An ou de % Ab.
Pour la commodité des descriptions et des raisonnements, on a attribué des noms spécifiques à différentes gammes de composition, précisés dans le tableau suivant.
| Nom         | % CaAl2Si2O8 (% An) | % NaAlSi3O8 (% Ab) |
| ----------- | ------------------- | ------------------ |
| Albite      | 0–10                | 100–90             |
| Oligoclase  | 10–30               | 90–70              |
| Andésine    | 30–50               | 70–50              |
| Labradorite | 50–70               | 50–30              |
| Bytownite   | 70–90               | 30–10              |
| Anorthite   | 90–100              | 10–0               |

### Albite
L'albite est nommée à partir du latin albus (albinos), en référence à sa couleur blanche anormalement pure. Il s'agit d'un silicate double d’aluminium et de sodium. On la trouve dans les contextes de pegmatite, souvent associée avec des minéraux plus rares comme la tourmaline et le béryl.

### Oligoclase
L’oligoclase est communément présent dans le granite, la syénite, la diorite et le gneiss. Il est fréquemment associé à l'orthose. Le nom oligoclase est dérivé du grec petit et rupture, en référence au fait que son angle de clivage diffère sensiblement de 90°. L'héliolite est principalement formée d'oligoclase allant parfois jusqu'à l'albite, et de cristaux d’hématite.

### Andésine
L'andésine est un minéral caractéristique des roches comme la diorite qui contiennent une quantité modérée de silice, et d'autres roches volcaniques telles que l’andésite.

### Labradorite
La labradorite est un plagioclase comportant de 50 à 70 % du pôle anorthite (50 à 30 % d'albite). Elle a été décrite par Foster en 1780. Son nom fait référence à la région de sa localité-type : le Labrador au Canada.

### Bytownite
La bytownite (Jonhston, 1915) est une variété de plagioclase, comportant de 70 à 90 % d'anorthite. Décrite en 1835 sur la base d'un échantillon trouvé près d'Ottawa (alors appelée Bytown) au Canada, ce minéral est présent à divers endroits en Afrique du Sud, en Australie, au Canada, en Norvège et au Royaume-Uni, et aussi en France à Château-Lambert (Haute-Saône).

### Anorthite
L’anorthite est une espèce minérale du groupe des silicates sous-groupe des tectosilicates. Nommée par Rose en 1823, d’après le grec oblique, se référant à sa cristallisation triclinique. C’est un minéral relativement rare, qui se trouve dans les roches plutoniques de base de certaines orogenèses calco-alcalines.